# لیخنس
لیخنس(نام علمی: Lychnis) نام یک سرده از تیره میخکیان است.